# Сисні інфузорії
Сисні інфузорії (Suctoria) — підклас інфузорій, що належить до класу Phyllopharyngea. Це переважно сидячі хижаки, що не мають війок і полюють за допомогою щупалець. Відомо близько 100 видів. Це переважно сидячі поодинокі та колоніальні види. Деякі представники ряду мешкають як ендобіонти в кишечнику коней (Alantosoma).
Сисні інфузорії мають ловильні та сисні щупальця. Ловильні вбивають здобич за допомогою токсоцист, при цьому цитоплазми жертви та хижака зливаються[джерело?]. Сисні щупальця розширені на кінці, крім токсоцист, мають трубку всередині, вистелену мікротрубочками: цитоплазма здобичі втягується в трубочку, а потім фагоцитується. Розмножуються сисні інфузорії зовнішнім або внутрішнім брунькуванням, у результаті якого виникає вкрита війками бродяжка, що деякий час плаває, а потім прикріплюється до субстрату, втрачає війки та перетворюється на дорослу сисну інфузорію. У прісних водоймах поширені види роду Sphaerophrya.

## Систематика
Містить три ряди:
- - Ряд Exogenida
    - Роди: Phalacrocleptes, Stylostoma, Trophogemma, Dendrosomides, Loricodendron, Ophryodendron, Spelaeophrya, Ephelota, Parapodophrya, Mucophrya, Manuelophrya, Gajewskajophrya, Sphaerophrya, Kystopus, Podophrya, Tachyblaston, Metacineta, Thecacineta, Paracineta, Urnula, Corynophrya, Ophryodendron.

  - Ряд Endogenida
    - Роди: Dendrosoma, Lernaeophrya, Trichophrya, Platophrya, Heliophrya, Enchelyomorpha, Endosphaera, Trypanococcus, Pseudogemma, Acinetopsis, Solenophrya, Acineta, Pseudocorynophrya, Loricophrya, Erastophrya, Rhyncheta, Choanophrya, Tokophrya, Staurophrya, Allantosoma, Dendrosoma, Dendromectes.

  - Ряд Endogenida
    - Роди: Cyathdinium, Stylocometes, Cometodendron, Dendrocometides, Dendrocometes, Dactylosoma, Rhynchophrya, Cyclophrya, Prodiscophrya, Discophrya, Periacineta.